# John Stow
John Stow (Londres, 1525 — Londres, 5 de abril de 1605) foi um antiquário inglês.

## Biografia
Stow foi o mais velho de sete filhos. As memórias escritas de sua infância são repletas de nomes de ruas e regiões do local em que foi criado, um hábito jamais abandonado. Stow trabalhou como um próspero alfaiate entre os anos 1565 e 1570, momento em que passa a se dedicar a coleção de livros raros e manuscritos. Stow se tornou amigo de alguns do mais famosos antiquários de seu tempo, sendo contratado pelo Arcebispo da Cantuária Matthew Parker para editar crônicas medievais.
Entre os anos 1560 e 1598, Stow escreveu sua obra mais famosa, A Survey of London, na qual descreveu detalhadamente uma séries de informações sobre a cidade de Londres, como as ruas, prédios, histórias, culturas e povos presentes na cidade. No tempo de vida de Stow, a população londrina quadruplicou, indo de 50.000 para 200.000 habitantes. Seu texto tinha o objetivo de preservar a memória de um mundo que estava esvanecendo diante de seus olhos, sendo considerado um dos registros mais completos sobre a estrutura da cidade nos períodos medieval e renascentista.